# Casa Natal del Libertador Simón Bolívar
La Casa Natal de Simón Bolívar o Casa Natal del Libertador es el lugar donde nació Simón José Antonio de la Santísima Trinidad Bolívar y Palacios, más conocido como Simón Bolívar el 24 de julio de 1783. La casa está ubicada entre las esquinas de San Jacinto a Traposos en la Parroquia Catedral de Caracas. Hoy es un museo que conserva algunas piezas originales de la casa y algunas prendas de Bolívar. El 25 de julio de 2002 fue declarada Monumento Nacional.

## Historia

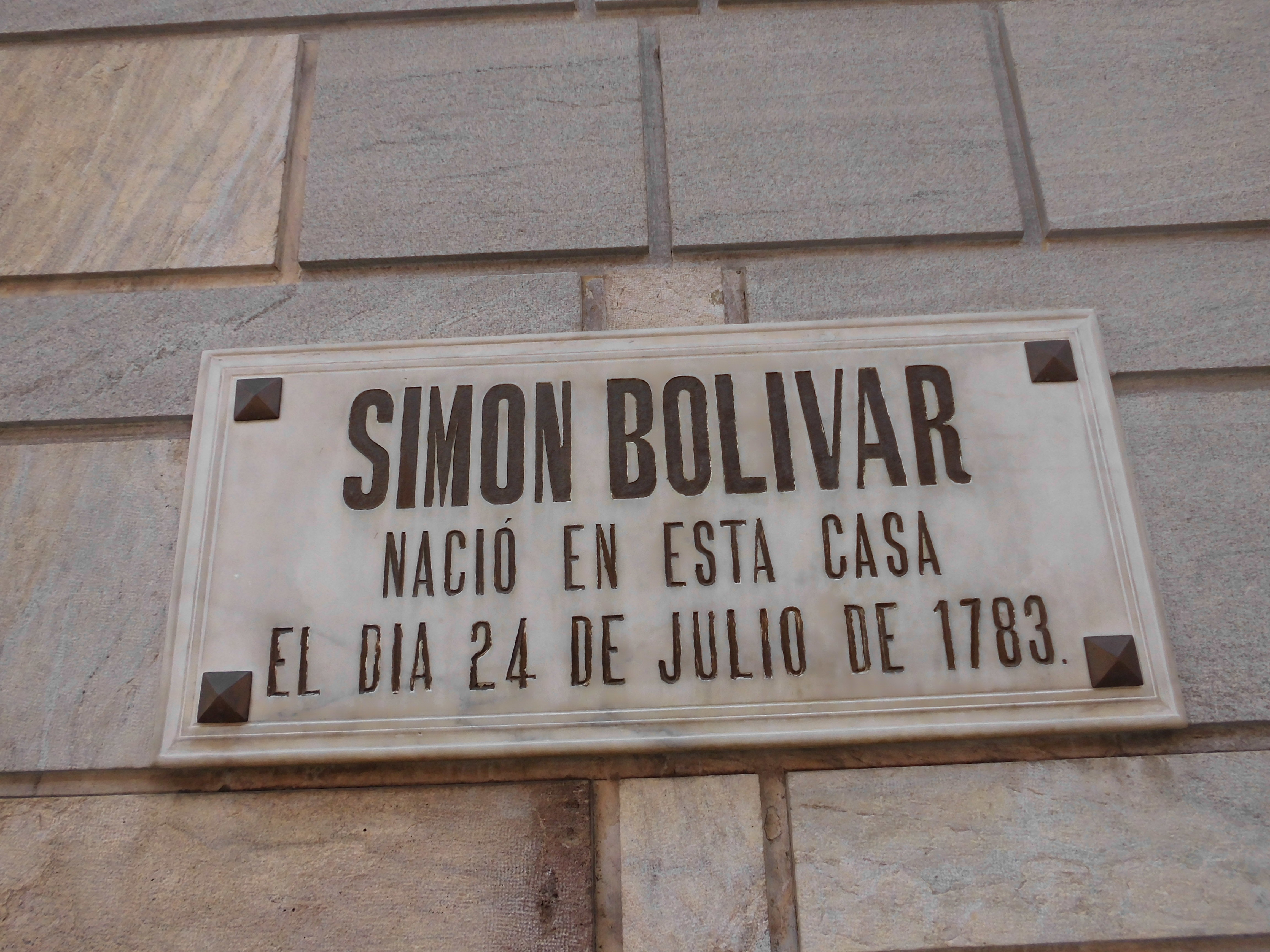
Placa que indica el lugar de nacimiento de Simón Bolívar.

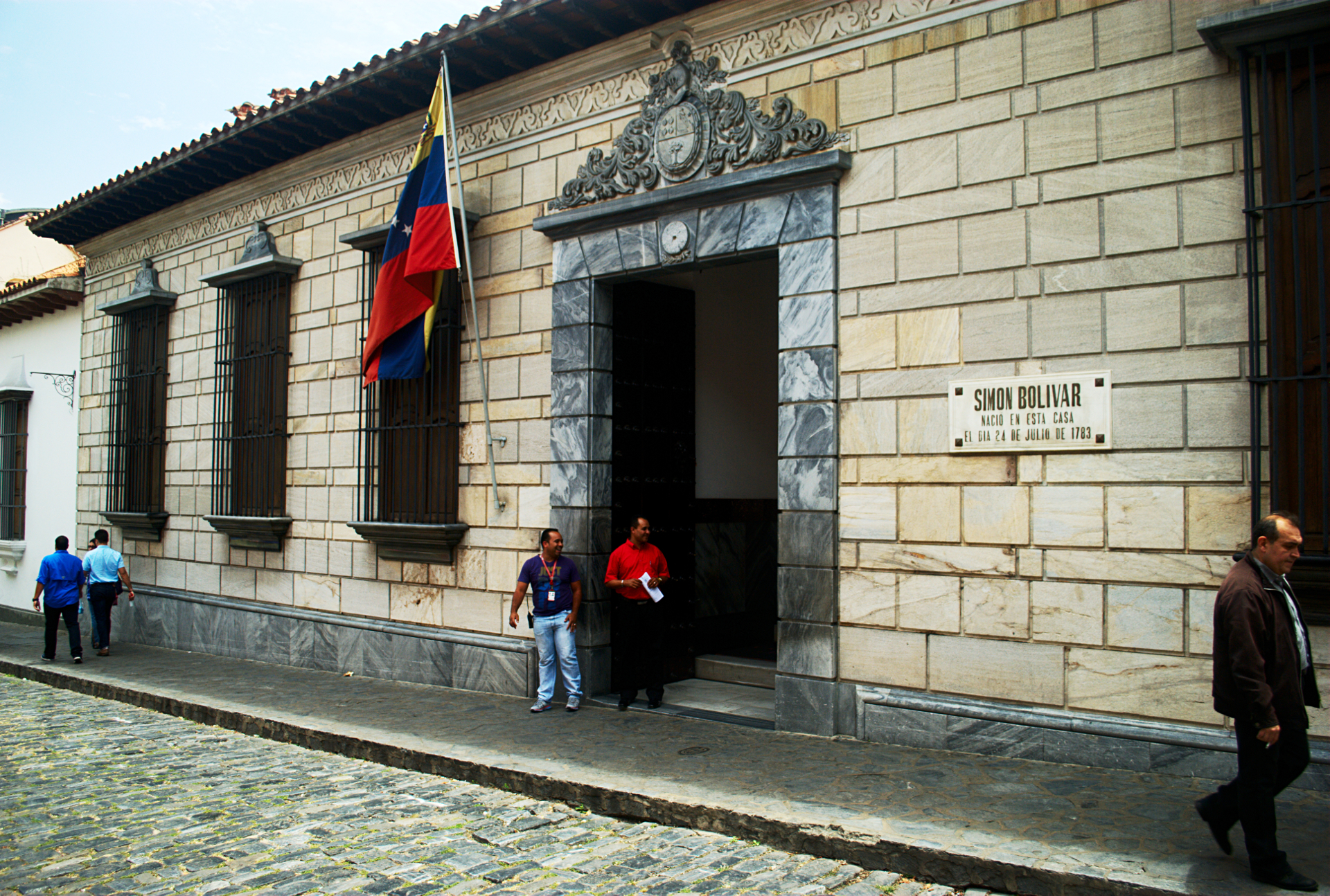
Fachada de la casa.

Por una petición interpuesta ante el Cabildo de Caracas, en 1651 ya existía una construcción en la parcela que actualmente ocupa la Casa Natal de Bolívar, perteneciente entonces al catalán Bernardo Noguera Herrero. En 1676 una hija natural suya, Margarita Noguera de Rojas, declara haber heredado la casa de sus padres, y la vende al capitán Agustín Nicolás de Herrera, quien vivía en el inmueble colindante por el lado Sur. La negociación, que se efectúa por una suma de 1650 pesos, se deshizo el 5 de abril del año siguiente por razones que se desconocen. Ocho días más tarde, Margarita Noguera hipoteca el inmueble en 400 pesos a favor del Convento de San Jacinto de Caracas. El 13 de noviembre de 1698, luego de trasladarse a Valencia y contraer matrimonio, Noguera vende la casa al proveedor Pedro Jaspe de Montenegro por 1.200 pesos, quien paga 890 pesos de contado y acepta el traspaso de la hipoteca.
Jaspe realiza esa operación inmobiliaria en calidad de curador y administrador de los bienes de la menor Josefa Marín de Narváez, única hija y heredera universal de Francisco Marín de Narváez, rico vecino de Caracas que había fallecido poco antes en España.
Pedro de Ponte Andrade Jaspe de Montenegro, sobrino del proveedor, contrae matrimonio con Josefa tres años más tarde, el 16 de noviembre de 1681; ella aporta la casa como dote. El año siguiente nace María Petronila de Ponte y Marín, quien, a su vez, se casa con Juan de Bolívar y Martínez Villegas. A través de este último enlace la casa pasaba a formar parte del patrimonio de la familia Bolívar.
Uno de los hijos de Juan de Bolívar y Martínez de Villegas es Juan Vicente de Bolívar y Ponte. En 1773 Juan Vicente contrae matrimonio con María de la Concepción Palacios y Blanco, de cuya unión nacerían cinco hijos, el cuarto de ellos de nombre Simón José Antonio de la Santísima Trinidad Bolívar Palacios (Simón Bolívar).
En la casa de San Jacinto Simón Bolívar recibía clases de sus maestros Andrés Bello y Simón Rodríguez. La familia Bolívar ocupó la casa hasta 1792 año de la muerte de la madre del Simón Bolívar. En 1806 es adquirida por Juan de la Madriz, familiar de los Bolívar. En 1827 Simón Bolívar pisa por última vez su antigua casa al ser invitado por Madriz a una cena. La casa se mantendría en posesión de los Madriz hasta 1876 cuando el entonces presidente de la República Antonio Guzmán Blanco, admirador de Bolívar, compra la casa.
El 28 de octubre de 1912 la casa es donada al Estado por la Sociedad Patriótica y se inicia un programa de reconstrucción en 1916 que concluye en 1921 año en que abre sus puertas al público.

## Estructura

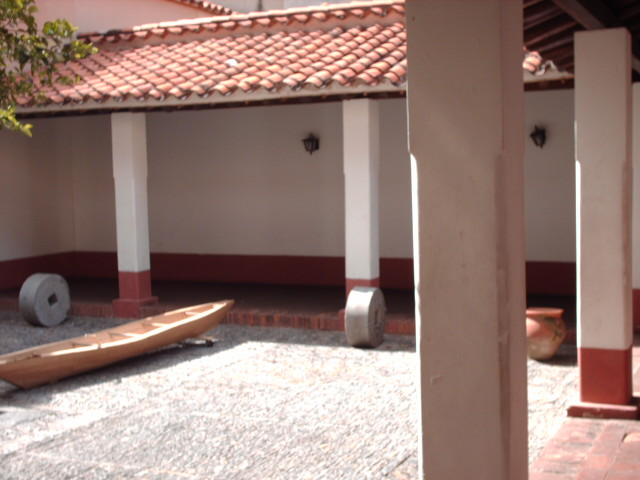
Caballeriza en la parte trasera de la casa.

La casa, de una planta, ocupa una estrecha parcela medianera, con 23 metros de frente y 60 metros de fondo. Presenta una secuencia de patios rodeados por corredores y habitaciones, entre las cuales se destacan la Sala Principal, la Alcoba (sitio en el cual nació Simón Bolívar) y el Gabinete, los cuales ocupan el cuerpo frontal de la edificación y han sido decorados con murales ejecutados por el pintor Tito Salas. En el patio principal se encuentra la pila donde fue bautizado Bolívar, la cual perteneció antiguamente a la Catedral de Caracas.
El segundo patio, de servicio, servía de ventilación a la cocina y a otras habitaciones, e incluye una réplica de una fuente de agua de la época. Al final de la casa se encuentra un pequeño corral-lavadero y la caballeriza.

## Le puede interesar...
- Quinta de San Pedro Alejandrino
- Museo Bolivariano
- Museo Sacro de Caracas